# Campbell's Bay
Pour les articles homonymes, voir Campbell's.
Campbell's Bay est une municipalité de village canadienne au Québec, chef-lieu de la municipalité régionale de comté de Pontiac, dans la région de l'Outaouais.

### Municipalités limitrophes

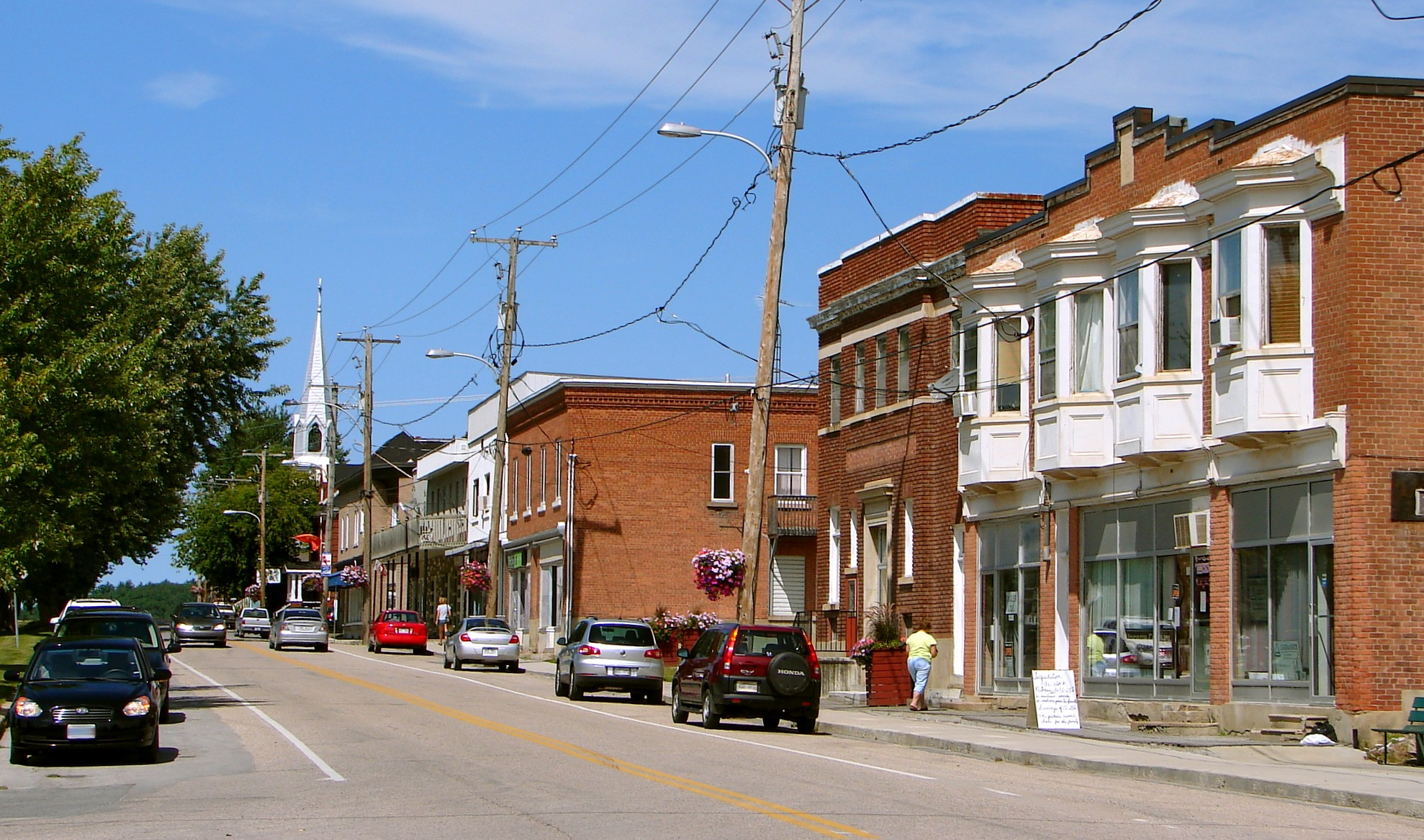
Rue principale

## Histoire
Son nom provient du patronyme d'un ancien citoyen, Donald Campbell. Cet ancien soldat d'un régiment écossais avait reçu une vaste étendue de terre à cet endroit en remerciement de ses services.
Donnie Gilchrist (1925-1984), fameux danseur à claquettes, est originaire de Campbell's Bay.

## Démographie
| 1991 | 1996 | 2001 | 2006 | 2011 | 2016 | 2021 |
| ---- | ---- | ---- | ---- | ---- | ---- | ---- |
| 912  | 874  | 766  | 745  | 775  | 744  | 705  |

## Administration
Les élections municipales se font en bloc pour le maire et les six conseillers.
| Campbell's Bay Maires depuis 2002                                                                                    |                    |                  |          |
| Élection | Maire              | Qualité          | Résultat |
| 2002 | Cletus Ferrigan    |                  | Voir     |
| 2005 | Jean-Louis Auger   |                  | Voir     |
| 2009 | William Stewart    |                  | Voir     |
| 2013 | William Stewart    | Voir             |          |
| 2017 | Maurice Beauregard | Mort en fonction | Voir     |
| 2021 | Maurice Beauregard | Mort en fonction | Voir     |
| oct. 2022 | Tim Ferrigan       | Maire suppléant  | Voir     |
| avr. 2023 | Raymond Pilon      | Conseiller       | Voir     |
| Élection partielle en italique Depuis 2005, les élections sont simultanées dans toutes les municipalités québécoises |                    |                  |          |

## Attraits
- Campbell’s Bay Fall Art Festival en septembre.
- FallFest à l'Eglise de la Foi
- Moto à la Bay - weekend motocycliste - mi-juin[3]